# Al-Hurrijja (Aleppo)
Al-Hurrijja (arab. الحرية) – wieś w Syrii, w muhafazie Aleppo. W 2004 roku liczyła 732 mieszkańców.